# پارک جون گوم
پارک جون گوم (کره‌ای: 박준금؛ زادهٔ ۲۹ ژوئیه ۱۹۶۲) بازیگر اهل کره جنوبی است. او حرفه بازیگری خود را در سال ۱۹۸۲ در مجموعه تلویزیونی کی‌بی‌اس به نام عشق بی‌گناه آغاز کرد. او به خاطر ایفای نقش در مجموعه‌های تلویزیونی وارثان (۲۰۱۳)، باغ مخفی (۲۰۱۰)، شاهزاده زیرشیروانی (۲۰۱۲) و ملکه مرموز شناخته می‌شود.
در سال ۲۰۱۸، او به خاطر نقشش در مجموعه تلویزیونی عشق شفابخش من برندهٔ جایزه بهترین بازیگر زن در جوایز درامای ام‌بی‌سی شد. او در سال ۲۰۲۱ در مجموعه تلویزیونی خانواده رؤیایی من باش ایفای نقش کرد.

## فیلم‌شناسی
گزیده فیلم‌شناسی
- ضربه عالی توقف‌ناپذیر (۲۰۰۶)
- شاهزاده زیرشیروانی (۲۰۱۲)
- دو مادر (۲۰۱۴)
- ماسک (۲۰۱۵)
- ادامس بادکنکی (۲۰۱۵)
- حافظه (۲۰۱۶)
- آقایان مغازه خیاطی وول‌گه‌سو (۲۰۱۶)
- شب پرستاره گوهو (۲۰۱۶)
- ملکه مرموز (۲۰۱۷)
- کشتی بیمارستانی (۲۰۱۷)
- عشق شفابخش من (۲۰۱۸)
- عطر (۲۰۱۹)
- باد، ابر و باران (۲۰۲۰)
- خانواده رؤیایی من باش (۲۰۲۱)
- دکتر چا (۲۰۲۳)